# KLRG1
KLRG1 (англ. Killer cell lectin like receptor G1) – білок, який кодується однойменним геном, розташованим у людей на короткому плечі 12-ї хромосоми. Довжина поліпептидного ланцюга білка становить 195 амінокислот, а молекулярна маса — 21 831.
| 10         |  | 20         |  | 30         |  | 40         |  | 50         |
| ---------- |  | ---------- |  | ---------- |  | ---------- |  | ---------- |
| MTDSVIYSML |  | ELPTATQAQN |  | DYGPQQKSSS |  | SRPSCSCLVA |  | IALGLLTAVL |
| LSVLLYQWIL |  | CQGSNYSTCA |  | SCPSCPDRWM |  | KYGNHCYYFS |  | VEEKDWNSSL |
| EFCLARDSHL |  | LVITDNQEMS |  | LLQVFLSEAF |  | CWIGLRNNSG |  | WRWEDGSPLN |
| FSRISSNSFV |  | QTCGAINKNG |  | LQASSCEVPL |  | HWVCKKCPFA |  | DQALF      |

A: Аланін

C: Цистеїн

D: Аспарагінова кислота

E: Глутамінова кислота

F: Фенілаланін

G: Гліцин

H: Гістидин

I: Ізолейцин

K: Лізин

L: Лейцин

M: Метіонін

N: Аспарагін

P: Пролін

Q: Глутамін

R: Аргінін

S: Серин

T: Треонін

V: Валін

W: Триптофан

Кодований геном білок за функцією належить до рецепторів. 
Задіяний у таких біологічних процесах, як імунітет, вроджений імунітет, альтернативний сплайсинг. 
Білок має сайт для зв'язування з лектинами. 
Локалізований у клітинній мембрані, мембрані.